# Petros Galaktopoulos
Petros Galaktopoulos, född den 7 juni 1945 i Aten, Grekland, är en grekisk brottare som tog OS-silver i lättviktsbrottning i den grekisk-romerska klassen 1968 i Mexiko City och därefter OS-silver i welterviktsbrottning i den grekisk-romerska klassen 1972 i München. 